# Henri Thomas
Pour les articles homonymes, voir Thomas et Henri Thomas (homonymie).
Henri Thomas est un écrivain, romancier et traducteur français, né le 7 décembre 1912 à Anglemont (Vosges) et mort le 3 novembre 1993 à Paris.

## Biographie
Il est élève au collège de Saint-Dié, puis il fait sa khâgne au lycée Poincaré de Nancy. Il y fait la connaissance de Boris Simon-Gontcharov et les deux amis entretiendront une longue correspondance jusqu'en 1943. Henri Thomas entre ensuite au lycée Henri-IV à Paris, en lettres et philosophie, où il a Alain comme professeur et Emmanuel Peillet comme condisciple. En 1934, il renonce à se présenter au concours d’entrée à l’École normale supérieure ; il rencontre André Gide et publie ses premiers poèmes, en 1938, dans la revue Mesures.
En 1942, il épouse une jeune comédienne, Colette Gibert, désormais Colette Thomas, qui, par son entremise, devient une proche d'Antonin Artaud, avec lequel Henri Thomas correspondait.
En 1945, il est secrétaire de l'hebdomadaire Terre des Hommes créé par Pierre Herbart.
Il traduit notamment plusieurs livres d'Ernst Jünger, qu'il rencontre en février 1942, à commencer par Sur les falaises de marbre. Il traduit aussi Stifter, Brentano, Hofmannsthal.
Thomas vit dix ans à Londres jusqu'en 1958 en travaillant comme traducteur à la B.B.C. et deux ans aux États-Unis où il donne des cours de littérature à l'université Brandeis. À partir de 1950, il vit avec Jacqueline le Béguec, qu’il épouse en 1957.
Il fonde, en 1978, la revue Obsidiane dont François Boddaert assure la direction.
Il a été président d'honneur de la Société des lecteurs de Jean Paulhan en 1992 et 1993.
En dépit de l'importance et de la qualité de sa production littéraire et poétique, Henri Thomas reste assez largement méconnu du grand public,.

## Œuvres

### Romans
- Le Seau à charbon, Gallimard, 1940
- Le Précepteur, Gallimard, 1942
- La Vie ensemble, Gallimard, 1945
- Les Déserteurs, Gallimard, 1951
- La Nuit de Londres, Gallimard, 1956
- La Dernière Année, Gallimard, 1960
- John Perkins : suivi d'un scrupule, Gallimard, 1960 prix Médicis
- Le Promontoire, Gallimard, 1961 prix Femina
- Le Parjure, Gallimard, 1964
- La Relique, Gallimard, 1969
- Le Tableau d'avancement, Fata Morgana, 1983
- Le Croc des chiffonniers, Gallimard, 1985
- Une saison volée, Gallimard, 1986
- Un détour par la vie, Gallimard, 1988
- Le Gouvernement provisoire, Gallimard, 1989
- Le Goût de l'éternel, Gallimard, 1990
- Ai-je une patrie, Gallimard, 1991
- Le Cinéma dans la grange, Le Temps qu’il fait, 1991
- Le Poison des images, Le Temps qu’il fait, 1992
- L'Étudiant au village, Le Temps qu’il fait, 1998
- L'Ingrat, suivi de L'Impersonnel, introduction de Paul Martin, Le Temps qu’il fait, 2002
- Le Plein Jour, introduction de Paul Martin, Le Temps qu’il fait, 2002

### Nouvelles
- La Cible, Gallimard, 1955
- Histoire de Pierrot et quelques autres, Gallimard, 1960
- Sainte Jeunesse, Gallimard, 1972
- Les Tours de Notre-Dame, Gallimard, 1977
- Le Crapaud dans la tour, Éditions Fata Morgana, 1992
- Londres 1955 , Éditions Fata Morgana, 1999
- La Chiquenaude , Éditions Fata Morgana, 2001
- J’étais en route pour la mer  , Éditions Fata Morgana, 2013
- Silence et soleil dans la chambre , Éditions Fata Morgana, 2018

### Poésie
- 1941 : Travaux d’aveugle  Gallimard.
- 1944
  - Signe de vie, Gallimard.
  - Le Monde absent, Gallimard
- 1950 : Nul désordre, Gallimard
- 1963 : Sous le lien du temps, Gallimard
- 1970 : Poésies, Gallimard
- 1980 : À quoi tu penses, Gallimard
- 1982 : Joueur surpris, Gallimard
- 1989 : Trézeaux, Gallimard
- 1994 : Les Maisons brûlées, Gallimard

### Journaux et carnets
- Carnets 1934-1948, texte établi par Nathalie Thomas, préfacée par Jérôme Prieur et annotée par Luc Autret, Éditions Claire Paulhan, 2008[5].
- Carnets inédits (1947, 1950, 1951) suivi de Pages 1934-1948, Gallimard, 2006
- De profundis Americæ, carnets américains 1958-1960, préface de Paul Martin, Le Temps qu'il fait, 2003
- Le tableau d'avancement, Éditions Fata Morgana, 1983
- Compté, pesé, divisé, Plon, collection « Carnets », 1989
- La Joie de cette vie, Gallimard, 1991
- La défeuillée, Le Temps qu'il fait, 1994
- Reportage, préface de Jacques Réda, dessins et vignettes de Michel Danton, Éditions Fata Morgana, 2019
- Amorces, préface de Gilles Ortlieb, dessins et vignettes de Michel Danton, Éditions Fata Morgana, 2021

### Correspondance
- André Gide & Henri Thomas. Correspondance, 1930-1951, édition établie par Pierre Masson, Presses universitaires de Lyon (PUL), collection « André Gide - Textes et correspondances », 2025
- Henri Thomas, Choix de lettres (1923-1993), édition établie, présentée et annotée par Joanna Leary, Gallimard, collection « Les Cahiers de la NRF », 2003
- Henri Thomas et Gérard Le Gouic, Atlantiquement vôtre : correspondance : 1974-1993, Éditions des Montagnes Noires, 2013
- Georges Perros et Henri Thomas, Correspondance : 1960-1978, édition établie et annotée par Thierry Bouchard, préface et postfaces de Jean Roudaut, éd. Fario, collection « Théodore Balmoral », 2017
- Philippe Jaccottet et Henri Thomas, Pépiement des ombres, édition établie par Philippe Blanc, postface d'Hervé Ferrage, dessins d'Anne-Marie Jaccottet , Éditions Fata Morgana, 2018

### Essais et critique littéraire
- La Chasse aux trésors, Gallimard, 1961
- La Chasse aux trésors II, Gallimard, 1992, prix Novembre
- A la rencontre de Léon-Paul Fargue , Éditions Fata Morgana, 1992

### Entretiens
- Entretien avec Christian Giudicelli, (1) « Les Vosges », Entretien annoté par Thierry Bouchard, Revue Théodore Balmoral n°46/47, Printemps-Été 2004, « Le Trouble-fête ».
- Entretien avec Christian Giudicelli, (2) « Paris »; (3) « Londres », Entretien annoté par Thierry Bouchard, Revue Théodore Balmoral n°48, Hiver 2004-2005, « De la colophane de Malabar ».
- Entretien avec Christian Giudicelli, (4) « La Corse » ; (5) « L’Amérique » ; (6) « La Poésie et le roman », Entretien annoté par Thierry Bouchard, Revue Théodore Balmoral n°49/50, Printemps-Été 2005, « C’est lamentable » (Théodore Balmoral a vingt ans).

## Distinctions
- 1956 : prix Sainte-Beuve
- 1960 : prix Médicis
- 1961 : prix Femina
- 1970 : prix Valery-Larbaud pour l'ensemble de son œuvre
- 1976 : prix Gustave Le Métais-Larivière pour l'ensemble de son œuvre
- 1986 : grand prix de poésie de l'Académie française pour l'ensemble de son œuvre
- 1991 : prix Mottart pour l'ensemble de son œuvre
- 1992 : grand prix de littérature de la SGDL pour l'ensemble de son œuvre.
- 1992 : prix Novembre

#### Biographie d'auteurs ou simples articles thématiques
- Thierry Bouchard, La Force du présent (Henri Thomas : Un détour par Paul de Roux), Théodore Balmoral, no 71, « Le Messager de splendeurs cachées », juin 2013
- Denise Bourdet, Henri Thomas, dans: Brèves rencontres, Paris, Grasset, 1963.
- Maxime Caron, Henri Thomas, La Part commune, 2006
- Gérard Le Gouic, Les Pays d'Henri Thomas, souvenirs, Bordeaux, Éditions des Vanneaux, 2021.
- Marie-Hélène Gauthier, La Poéthique : Paul Gadenne, Henri Thomas, Georges Perros, Éditions du Sandre, 2010.
- Salim Jay, Avez-vous lu Henri Thomas ?, Paris, Le Félin, coll. « Le Temps et les Mots », juillet 1990, 158 p. (ISBN 2-86645-062-0).
- François Jodin, Henri Thomas ou Les feux du solitaire, La Licorne, Epinal, 1992, avec bibliographie p. 181-183.
- Jacques Laurans, Henri Thomas, Le berceau de l'écriture, Editions des Vanneaux, coll. Présence de la poésie, 2018.
- Yves Leclair, « La Patrie d'Henri Thomas », L'École des lettres (second cycle), L'École des loisirs, no 6,‎ 1er janvier 1992.
- Yves Leclair, « Versant d'éternité », dans Bonnes compagnies, Le Temps qu'il fait, 1998 (ISBN 2-86853-301-9).
- Yves Leclair : « Henri Thomas, les cent ans d'un enfant », Le Magazine littéraire, juin 2012, p. 92-93.
- Pierre Lecœur : « Un petit bruit de sable gratté : Les Romans de l'écriture, 1942-1975 », dans Henri Thomas : L’Écriture du secret, Champ Vallon, 2007 ; « J'ai parlé de choses qui me frappaient… » : L’Écriture de l'intensité dans les romans et les carnets de Henri Thomas », La Licorne, no 96, P. U. R., 2011 ; « Henri Thomas et les Philosophes », Europe, no 1016, décembre 2013
- Pierre Lecœur, Henri Thomas : Une poétique de la présence, Classiques Garnier, 2014

#### Travaux universitaires ou apport collectif des revues
- Patrice Bougon :« Réticence de la parole et fenêtre sur cour. Lecture d'une nouvelle de Henri Thomas : Le Prophète » Roman 20-50, Université de Lille III, no 32, décembre 2001, p. 103-112 ; « L'Écriture du carnet chez Henri Thomas », Actes du colloque international Le livre imaginaire, dirigé par Philippe Bonnefis, Gérard Farasse, Jean-Luc Steinmetz, Cerisy, 12-22 août 2002. Revue des Sciences Humaines, avril-septembre 2002, Université de Lille III, no 266-267, p. 283-297 ; « La Lacune narrative et l'étrange familiarité des personnages dans Le Parjure de Henri Thomas », Actes du colloque de Paris III, dirigé par Patrice Bougon et Marc Dambre, L'écriture du secret chez Henri Thomas, Champ Vallon, mars 2007, p. 71-85 ; « Réticence et amitié dans Le Parjure de Henri Thomas », Actes du colloque international La réticence, dirigé par Jacqueline Michel et Marléna Braester, Université Haïfa, Éditions Tastet, Paris, octobre 2007, p. 179-186 ; « Figures de la lettre et pensée du roman dans la correspondance de Henri Thomas », revue Sites, Contemporary and francophone Studies, University of Connecticut, volume  16 Issue 1, janvier 2012, p. 15-25 ; « Henri Thomas et Jean-Michel Rey, « Spectralités » (Hasards de la lecture, croyance, traduction, correspondance), Actes du colloque international Modalités du croire : croyance, créance, crédit : Autour de l’œuvre de Jean-Michel Rey, dirigé par Christian Doumet, Bruno Clément, Denis Bertrand, Éditions Hermann, janvier 2012, p. 173-197.
- Patrice Bougon et Marc Dambre (sous la direction de) Henri Thomas : L’Écriture du secret (texte des communications présentées lors du colloque international L'Écriture du secret chez Henri Thomas organisé à l'Université de Paris-Sorbonne, Paris, les 10-11 janvier 2003, par le CERACC, Centre d'études sur le roman des années cinquante au contemporain), Champ Vallon, 2007
- Cahier Henri Thomas, sous la direction de Paul Martin (avec notamment Pierre Bergounioux, François Boddaert, Gilles Ortlieb, Jean-Pierre Abraham, Christian Garcin, Guy Goffette, Yves Leclair, Jean-Claude Pirotte, Jérôme Prieur etc.), éd. Le Temps qu'il fait, 1998.
- La Nouvelle Revue française, numéro no 501 consacré à Henri Thomas (174 p.), avec des récits, lettres (en particulier à Boris Simon) et carnets inédits ainsi que des textes de Jean Grosjean, Max Alhau, Philippe Barthelet, Jean Blot, Gérard Bocholier, Gérard Farasse, Hervé Ferrage, Lorand Gaspar, Yves Leclair, Didier Pobel, Jérôme Prieur, Gilles Quinsat, Jean Roudaut, éditions Gallimard, octobre 1994
- La Revue de Belles-Lettres 2013-1, 332 p., numéro spécial Henri Thomas (textes inédits et retrouvés, traductions, correspondances inédites ; textes critiques de Ghislaine Dunant, Luc Autret, Jean Roudaut, Georges Perec, Gilles Ortlieb, Hervé Ferrage, Jil Silberstein, John Taylor).

### Filmographie
- Henri Thomas, documentaire de François Barat, avec Marcel Bisiaux, dans la collection "Les Hommes-livres" dirigée par Jérôme Prieur, production INA/FR3, 1990
- Paddy, long métrage de fiction réalisé par Gérard Mordillat, adapté par Jérôme Prieur et Gérard Mordillat d'après John Perkins, 1999